# Bucculatrix xenaula
Bucculatrix xenaula là một loài bướm đêm thuộc họ Bucculatricidae. Nó được tìm thấy ở Nam Úc.
Ấu trùng ăn lá của các loài thuộc chi Sterculia và Brachychiton.